# Szabóky Adolf
Szabóky Adolf (Schneider) (Buda, 1821. szeptember 9. – Budapest, 1880. július 21.) bölcseleti doktor, piarista áldozópap és tanár, író, lapszerkesztő.

## Élete
16 éves korában a piarista rendbe lépett és tanulmányainak Budán, Vácon, Nyitrán és Szentgyörgyön elvégzése után Kanizsán 1840-ben kezdte tanári pályáját. Néhány évig Szegeden és Kolozsvárt tanárkodott; azután rendje 1850-ben Pestre helyezte, ahol harminc évig párját ritkító tevékenységet fejtett ki a hanyatló magyar ipar és az iparosok érdekében és amellett buzgón szolgálta az oktatásügyet mint a IV. kerületi főreáliskolában a magyar nyelv rendes tanára.
Egyik buzgó tagja volt a Jó- és olcsó Könyvkiadó Társulatnak. Ő alapította a budapesti legényegyesületet, melynek 25 évig vezetője volt; ő agitált a népbankok, iparsegélyezési és kölcsönzési pénztárak felállításában. Nagy érdemei vannak az országos iparegyesület létrehozásában, mely megalakulása után igazgatósági tagjává, később alelnökévé választotta. Több mint húsz jótékony-egyesületnek volt elnöke és védnöke.
Élénk részt vett a londoni, párizsi, bécsi és hazai kiállítások alkalmával a magyar ipar méltó bemutatásában. A király ezért legfelsőbb elismerésben részesítette, azonkívül a Ferenc József- és a Vaskorona-renddel is kitüntette. Mint a fővárosi törvényhatóság tagja évekig védte és képviselte az iparosok érdekeit. A magyar iparosok hálája monumentális síremléket állított neki a Kerepesi út melletti temetőben (7-1-1), melynek kivitelezésével Schickedanz Albertet bízták meg. Sírfelirata: „A magyar ipar apostola”. Szülőházát (Fazekas-tér 3. sz.) márvány emléktáblával jelölték meg.
Irodalmi pályáját 1839-ben, mint a Hírnök rendes levelezője kezdte meg; ezen lapban és a Századunkban Ludvay álnév alatt több munkálata jelent meg; 1845-től fogva a Religiónak is munkatársa volt. Számos cikke jelent meg az iparos szakközlönyökben; az Egyetemes Magyar Encyclopaediának is munkatársa volt.

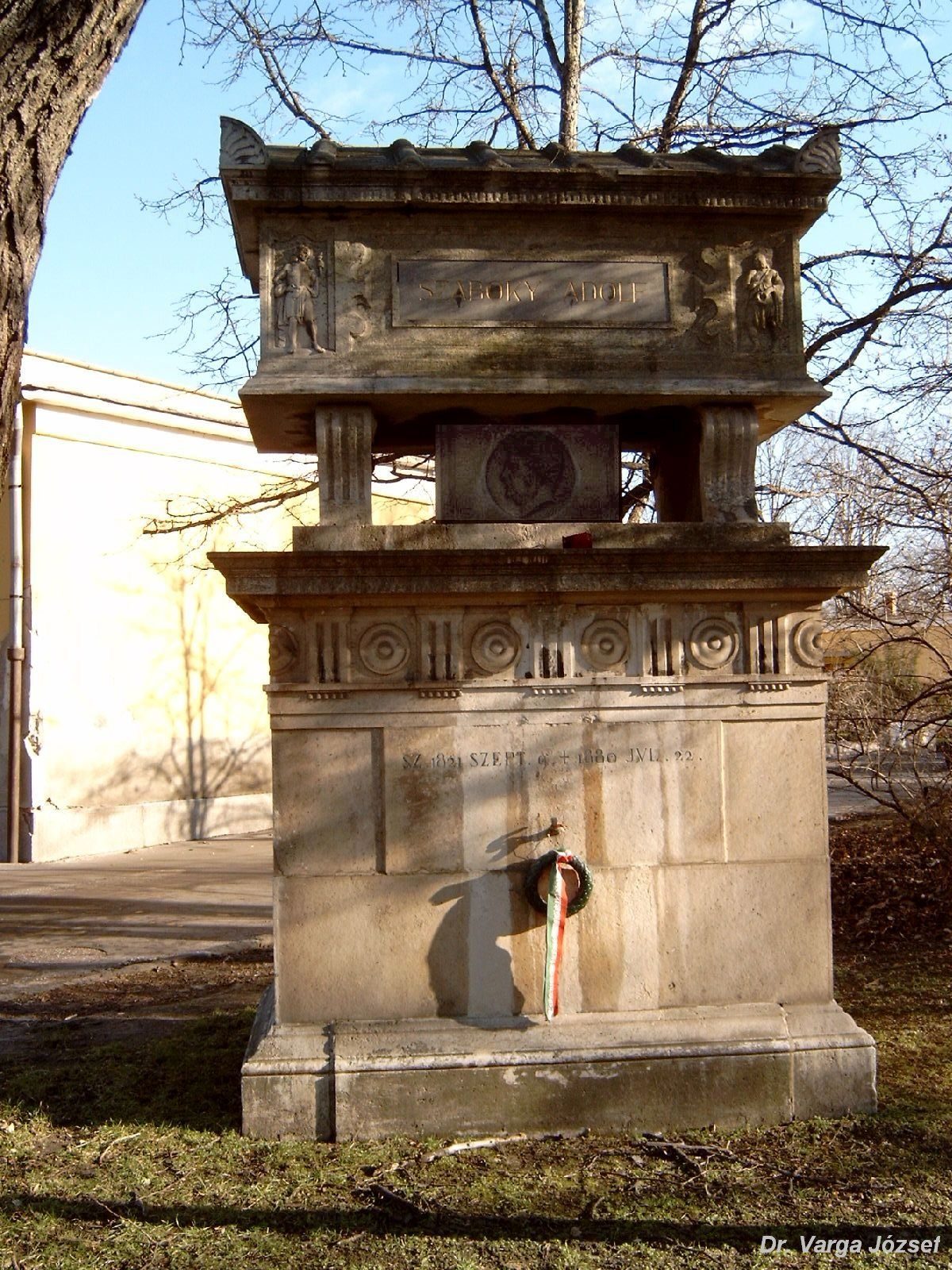
Sírja a Fiumei úti sírkertben, 2005-ben (7-1-1)

## Művei
- Számolástan. Kézikönyv gymnasiumi, felső elemi tanodai s magánhasználatra. I. rész. Pest, 1850, 2. jav. kiadás 1853, 3. bőv. k. 1855, 4. bőv. k. 1858, 5. az ausztriai pénzbecshez alkalmazott kiadás 1860, 6. k. 1863, 7. k. 1866. Uo. II. rész. Pest, 1851, 2. jav. k. 1853, 3. jav. k. 1857, 4. k. 1859, 5. k. 1862, 6. k. 1866. Uo. III. rész. Algebra. Pest, 1852, 2. k..., 3. bőv. k. 1853, 4. bőv. k. 1857, 5. k. 1862, 6. k. 1866. Uo. IV. rész. Viszonyszámolások. Egyenletek. Pest, 1853. 2. k. 1854, 3. k. 1860, 4. k. 1868. Uo.
- Mértan elemei. Tanodai használatra. 124 kőre metszett idommal. Uo. 1850. Két füzet (2. k. 1851, 3. bőv. k. 1852. Három tábla rajzzal, 4. k. 1855)
- Tanrendszerterv a gymnasiumokat és reáliskolákat illetőleg. Közzétéve a bécsi közoktatásügyi miniszterium által. Buda, 1850
- Magyar ABC- és olvasókönyv (Pest, 1851. 3. k. 1852, 4. k. 1853, 5. k. 1854, 6. k. 1856. Uo.)
- Számolási feladványok elemi tanodák használatára. Uo. 1852, négy táblával
- Mértan. Felső gymnasiumi használatra. Dr. Nagel után ford. Uo. 1852, két kötet
- Latin olvasókönyv, tanodai használatra. Lateinisches Lesebuch. Uo. 1853 (2. kiadás 1854, 3. k. 1857, 4. k. 1860. Uo. 10 k. Bpest, 1878. 11. k. 1883, 12. k. 1888, 13. k. 1893, 14. k. 1905)
- Bevezetés a számolástanba. A két évfolyamatú alsó reáltanoda első osztályának számára. Bécs, 1853
- A fejszámolás módszertana számos gyakorlatfeladványnyal a népiskolák I. osztályának számára. Uo. 1855
- Számolási gyakorlókönyv a népiskolák II. és III. oszt. számára. Ford. Uo. 1855
- Egyházi énekek. Pest, 1856 (2. kiadás 1859, 3. k. 1864. Uo.)
- Kirchenlieder für die katholische Schuljugend. Uo. 1856 (2. kiadás 1857. Uo.)
- Vezérfonal mértani tárgyaknak távlati rajzolásában nézlet szerint, különösen mértani alakoknak laponi rajzolása szabad kézzel. Heissig Ferd. után. 13 idomtáblával. Uo. 1856
- Földrajzi kézi atlas tanodai és magánhasználatra. 2. bőv. kiadás 22 térképpel. Uo. 1857 (4. kiadás. Uo. 1860)
- A pesti kath. legényegylet tagjainak névsora. Uo. 1857
- Átszámolás, Umrechnung. A kath. legényegylet tagjainak használatára. Uo. 1858
- Az új ausztriai pénzbecset illető határozmányok és számolásoknak népszerű előadása a hivatalos átszámítási táblákkal együtt. Bécs, 1858
- A szenthely lámpája. Elbeszélés. Wiesemann után ford. Uo. 1860
- A legméltóságosabb oltári szentség imádása, Segur után írta. Uo. 1860
- Rajzoló mértan. Reál- és ipartanodák használatára. Irta Hieser József, Ford. Uo. 1861. 15 rajztáblával. (2. kiadás. Uo. 1871)
- A trappista. A lelki üdvöket óhajtó hívek számára. P. Hyacinth után. Uo. 1862
- Ábrázoló mértan, árnytan és távlat. Tankönyvül felső tanodák használatára. Hieser után ford. Uo. 1862, a szövegbe nyomott 145 idommal és egy kőrajz táblával (2. jav. kiadás. Uo. 1874)
- Vezérfonal a rajzolásban körzővel és vonalzóval. Reál- és ipartanodák használatára. Heissig után. Uo. 1870
- Rajzoló mértan. Reál- és ipartanodák használatára Hieser után ford. Bpest, 1876
- Budapest iparosai. Uo. 1877
- Magyarország ipartársulata. Uo. 1879

Ezeken kívül fordította Močnik Ferencz több számtani és mértani munkáját (lásd Szinnyei, Petrik és Kiszlingstein könyvészetét)
Szerkesztette a nagykanizsai Naptárt 1839-ben; a Katholikus Néplapot 1863-64-ben, Pesten.